# Peridroma margaritosa
Peridroma margaritosa là một loài bướm đêm trong họ Noctuidae.